# 大截角截半二十面體
在幾何學中，大截角截半二十面體（英語：great truncated icosidodecahedron）又稱為星形截角截半二十面體（英語：或）是一種非凸均勻多面體，由30個正方形、20個正六邊形和12個正十角星組成，其索引為U68，對偶多面體為大四角化菱形三十面體，具有二十面體群對稱性。在施萊夫利符號中，大截角截半二十面體可以表示為t0,1,2{5⁄3,3}或t'{3
5/2}:166，在考克斯特—迪肯符号中可以表示為，在威佐夫記號中可以表示為5⁄3 2 3 |。在拓樸學上，這個立體與大斜方截半二十面体拓樸同構。

## 性質
大截角截半二十面體由62個面、180條邊和120個頂點組成。在其62個面中有30個正方形、20個正六邊形和12個正十角星。組成大截角截半二十面體的十角星為施萊夫利符號計為{10⁄3}的十角星，與組成截角截半大十二面體的十角星相同。組成大截角截半二十面體的120個頂點皆為十角星、正方形與正六邊形的公共頂點，在頂點圖中可以用10⁄3.4.6或6.10⁄3.4來表示。
大截角截半二十面體的凸包為形變的大斜方截半二十面体。
| 大截角截半二十面體的凸包 | 大截角截半二十面體 |

### 分類
由於大截角截半二十面體的頂點圖為不等邊三角形且具備點可遞的特性，同時，其存在自相交的面，並可以透過星形正多面體進行廣義截角來構造，因此大截角截半二十面體是一種自相交截角擬正多面體（Self-Intersecting Truncated Quasi-Regular Polyhedra）。自相交截角擬正多面體一共有五種，分別為立方截角立方八面體、星形截角截半立方體、二十面截角十二面十二面體、截角截半大十二面體和大截角截半二十面體。這些立體由阿爾伯特·巴杜羅（Albert Badoureau）和約翰·皮奇（Johann Pitsch）於1881年發現並描述。

### 二面角
大截角截半二十面體共有三種二面角，分別為四邊形面和十角星面的交角、六邊形面和十角星面的交角和四邊形和六邊形的交角。
其中四邊形和十角星的交角約為121.717度：
{\displaystyle \arccos \left(-{\frac {\sqrt {10\left(5-{\sqrt {5}}\right)}}{10}}\right)}{\displaystyle =\arccos \left(-{\sqrt {\frac {5-{\sqrt {5}}}{10}}}\right)}{\displaystyle \approx 2.12437068569194}{\displaystyle \approx 121.717474^{\circ }}
六邊形和十角星的交角約為79.188度：
{\displaystyle \arccos \left({\frac {\sqrt {15\left(5-2{\sqrt {5}}\right)}}{15}}\right)}{\displaystyle =\arccos \left({\sqrt {\frac {5-2{\sqrt {5}}}{15}}}\right)}{\displaystyle \approx 1.382085796}{\displaystyle \approx 79.187683^{\circ }}
四邊形和六邊形的交角約為69.095度：
{\displaystyle \arccos \left({\frac {{\sqrt {15}}-{\sqrt {3}}}{6}}\right)\approx 1.20593249868\approx 69.094843^{\circ }}

### 頂點座標
若一個幾何中心位於原點的大截角截半二十面體邊長為單位長，則其頂點座標為：
{\displaystyle (\pm {\frac {2{\sqrt {5}}-3}{2}},\,\pm {\frac {1}{2}},\,\pm {\frac {1}{2}})}、
{\displaystyle (\pm {\frac {1}{2}},\,\pm {\frac {2{\sqrt {5}}-3}{2}},\,\pm {\frac {1}{2}})}、
{\displaystyle (\pm {\frac {1}{2}},\,\pm {\frac {1}{2}},\,\pm {\frac {2{\sqrt {5}}-3}{2}})}、
{\displaystyle (\pm 1,\,\pm {\frac {7-3{\sqrt {5}}}{4}},\,\pm {\frac {3-{\sqrt {5}}}{4}})}、
{\displaystyle (\pm {\frac {3-{\sqrt {5}}}{4}},\,\pm 1,\,\pm {\frac {7-3{\sqrt {5}}}{4}})}、
{\displaystyle (\pm {\frac {7-3{\sqrt {5}}}{4}},\,\pm {\frac {3-{\sqrt {5}}}{4}},\,\pm 1)}、
{\displaystyle (\pm {\frac {1}{2}},\,\pm {\frac {4-{\sqrt {5}}}{2}},\,\pm {\frac {{\sqrt {5}}-2}{2}})}、
{\displaystyle (\pm {\frac {{\sqrt {5}}-2}{2}},\,\pm {\frac {1}{2}},\,\pm {\frac {4-{\sqrt {5}}}{2}})}、
{\displaystyle (\pm {\frac {4-{\sqrt {5}}}{2}},\,\pm {\frac {{\sqrt {5}}-2}{2}},\,\pm {\frac {1}{2}})}、
{\displaystyle (\pm {\frac {{\sqrt {5}}-1}{2}},\,\pm {\frac {5-{\sqrt {5}}}{4}},\,\pm {\frac {3{\sqrt {5}}-5}{4}})}、
{\displaystyle (\pm {\frac {3{\sqrt {5}}-5}{4}},\,\pm {\frac {{\sqrt {5}}-1}{2}},\,\pm {\frac {5-{\sqrt {5}}}{4}})}、
{\displaystyle (\pm {\frac {5-{\sqrt {5}}}{4}},\,\pm {\frac {3{\sqrt {5}}-5}{4}},\,\pm {\frac {{\sqrt {5}}-1}{2}})}、
{\displaystyle (\pm {\frac {3-{\sqrt {5}}}{4}},\,\pm {\frac {3-{\sqrt {5}}}{2}},\,\pm {\frac {3\left({\sqrt {5}}-1\right)}{4}})}、
{\displaystyle (\pm {\frac {3\left({\sqrt {5}}-1\right)}{4}},\,\pm {\frac {3-{\sqrt {5}}}{4}},\,\pm {\frac {3-{\sqrt {5}}}{2}})}、
{\displaystyle (\pm {\frac {3-{\sqrt {5}}}{2}},\,\pm {\frac {3\left({\sqrt {5}}-1\right)}{4}},\,\pm {\frac {3-{\sqrt {5}}}{4}})}。